# Рейнський сепаратизм в Німеччині в період Веймарської республіки
Рейнський сепаратизм — суспільно-політичний рух з 1918–1923 рр., спрямований на відділення частини німецьких земель Північного Рейну-Вестафалії, Рейнланд-Пфальцу, частини Гессену та перетворення в так звану незалежну «Рейнську республіку».

## Передумови сепаратистських рухів
На початку 19 ст. ці землі стали об'єктом територіальних надбань Франції. Відповідно до тези Жоржа Дантона, що кордони Франції буде сформованого за своїм характером, зовнішня політика Франції була спрямована, щоб побачити Рейн на кордоні Франції. Після Люнвільського миру (1801) де Франція перемогла Австрію та Священну Римську імперію, передбачалось виникнення держав-сателітів Першої Французької Республіки та першої імперії, таких як формування Князівства Салма, Великого князівства Гори і Королівство Вестфалія.
За рішенням Віденського конгресу від 8 лютого 1815 область Рейн-Вестфалія була включена в територію Прусії. Інтеграція місцевого населення велась проблематично, через те, що і в Рейнської області, і Вестфалії, щодо цивільного та комерційного права, торгові палати і суспільство чіпляли за конституцію, яка була введена Наполеоном французькою мовою, до того ж існували і існують значні відмінності з точки зору культури та менталітету католицького населення Рейну-Ветсфалії проти прусських/німецьких протестантів, такий як майбутній прем'єр-міністр Рейнської республіки Йозеф Маттес, який по віросповіданню був католиком.

## Зародження сепаратистських рухів (період з грудня 1918— січень 1919 року)
Після закінчення Першої Світової війни Німеччині почались відцентрові процеси. Берлін втратив економічний контроль над іншими землями. Держави-переможці, особливо Франція сподівалась на відторгнення економічно розвиненої Рейнської провінції, Англія, якій були підмандатні ці території в свою чергу прагнула не допустити цього.
У грудні 1918 в Кельні зібрались місцеві сепаратисти, щоб оголосити про створення незалежної Рейнської держави. На це засідання було запрошено бургомістра Кельна Конрада Аденауера, але останній проігнорував ці збори. Не отримавши підтримки з боку влади та не маючи одностайності сепаратисти розійшлись, проголошення незалежності не відбулось.

### «Позиція Аденауера»
В своїх заявах до міністра внутрішніх справ Німеччини Рудольфа Братшайда Аденауер виступав за цілісність Німеччини.
Англійська військова адміністрація, щоб не допустити впливу французів на сепаратистів у січні 1919 створила Комітет Рейнсько-Вестафальскоі республіки, головою якого став Аденауер. Комітет розробив документ де зазначалось, республіка має свої збройні сили, однак існує в складі німецького рейху.
У лютому 1919 Аденауер став головою Комітету з врегулювання рейнської кризи.
У 1923 році піддав критиці рішення канцлера Густава Штреземана про можливе відділення Рурської області від Німеччини.

## Створення Рейнської республіки (лютий— червень 1919 року)
У лютому 1919 в Кельні відбулось засідання бургомістрів рейнських міст, де були прийняті такі рішення: Підтримання Рейнської республіки через можливу інтервенцію французів;
Створення комітету для розробки заходів щодо існування Рейнської республіки в рамках німецького рейху і на основі конституції.
Більшість сепаратистів це рішення влаштувало. Радикально налаштовані висловили протест цім пунктам і під патронатом Франції у червні 1919 проголосили в Майнці створення незалежної і суверенної Рейнської республіки.
Англійська військова адміністрація в Кельні одразу після проголошення викликала Аденауера для обговорювання подальших дій проти сепаратистів і Франції. Було прийнято рішення про заборону будь-яких змін державності Німеччини в англійській окупаційній зоні без дозволу прем'єр — міністра та англійського парламенту.
У червні 1919 у Версалі в Франції відбулись післявоєнні перемовини. 5 червня 1919 німецькій делегації на чолі з графом Брокдорфом-Рантцау було заявлено, що питання про утворення Рейнської держави закрите.
За Версальським мирним договором 28 серпня 1919, німецькі землі на лівому березі Рейну на п'ятнадцять років залишалась під окупацією французьких, англійських, бельгійських та американських військ. Після закінчення цього терміну п'ятдесяти кілометрова зона на березі Рейну, підлягала демілітаризації. Кельн залишався під англійською окупацією.

## Французька та бельгійська інтервенція та остаточне подолання сепаратистських рухів (1923 рік)
Сепаратисти, спираючись на підтримку французів впродовж декількох місяців проводили дестабілізацію в регіоні.
В січні 1923 під приводом несплати репарацій франко-бельгійські війська перешли кордон Німеччини та зайняли місто Есен. Почалась так звана Рурська криза.

### Виникнення сепаратистських груп
15 серпня 1923 у м Кобленц, столиці пруської Рейнської провінції, при повному схваленні та підтримці французьких окупаційних влад, відбувся об'єднавчий з'їзд декількох сепаратистських організацій лівобережжя Рейну, що злилися в «Об'єднаний Рейнський Рух» Керівниками цього сепаратистського руху стали Ганс Адам Дортен прокурор Вісбадену та Йозеф Фрідріх Маттес від "Рейнського Народного Об'єднання і Лео Деккерс, регіональний політик з м Аахена. «Об'єднаний Рейнський Рух» офіційно проголосив своєю метою відділення Рейнської області від Пруссії (і від Німеччини) і створення незалежної «Рейнської республіки» під протекторатом Франції. У ряді міст на лівому березі Рейну за французької та бельгійської підтримки пройшли маніфестації та мітинги на підтримку сепаратистів.
20 серпня лідери сепаратистського руху Ганс Адам Дортен і Йозеф Фрідріх Маттес отримали генеральні повноваження від французьких окупантів на управління Рейнською республікою. Вони сформували «уряд» Маттес став його головою та прем'єр — міністром «Рейнськоі республіки».

### Нарастання дестабілізаційних процесів
16 жовтня в центрі розташованого в Рейнській області м. Ешвайлер, над будинком № 43 по вулиці Нейштрассе сепаратистами було вперше піднято зелено-біло-червоний прапор "Рейнської республіки (між іншим, аналогічний сучасному прапору німецької федеральної землі Північний Рейн-Вестфалія). У той же день домі № 43 було відкрито пункт запису добровольців в армію Рейнської республіки.
21 жовтня у м Аахен рейнські сепаратисти на чолі з Йозефом-Фрідріхом Маттесом, Лео Деккерсом і доктором Гутгардтом захопили міську ратушу та інші державні та громадські установи Аахена, проголосивши в Імператорському залі ратуші «вільну і незалежну Рейнську республіку».
23 жовтня в м Кобленц рейнські сепаратисти, за підтримки французьких військ, захопили міський замок. Під тиском обер-бургомістра Кобленца доктора Рюселя і місцевої поліції вони були змушені очистити будівлю, однак знову заволоділи ним. У будівлі міського вокзалу французькі окупанти абсолютно відкрито почали роздачу сепаратистам зброї.
25 жовтня в м. Аахен місцева німецька поліція зробила спробу взяти штурмом урядові будівлі, але була відбита бельгійськими окупаційними військами, після чого в наказовому порядку підпорядкована бельгійському командуванню. У місті була закрита Вища Технічна Школа. Всі студенти, які не мали постійного місця проживання в Аахені, були вислані з міста. У той же день 25 жовтня сепаратисти захопили ратушу м.Кенігсвінтер

### Активізація боротьби проти сепаратистів
Перші спроби опору були неорганізовані та місцевими. Так, 21 жовтня в м. Кобленц сепаратисти спробували силою захопити владу. Відбулися численні зіткнення з місцевою німецькою поліцією і групами озброєних громадян, що зірвали цю спробу.
Стратегічна ініціатива переходила із рук в руки. В м. Аахен 22 жовтня противники сепаратистів студенти та німецька поліція, взяла штурмом будівлю секретаріату сепаратистської організації «Об'єднаного рейнського руху», однак 25 жовтня завдяки бельгійським військам цей штурм видався невдалим.
У м. Ешвайлер глава міської ради відмовився передати будівлю ратуші сепаратистам. У місті був сформований загін цивільної самооборони («бюргервер»). Все населення закликали до опору.
Після захвату міського замку в м. Кобленц статс-секретар міністерства закордонних справ фон Мальтцан доручив німецькому повіреному в справах у Парижі вручити урядові Французької республіки офіційну ноту протесту німецького Імперського уряду у зв'язку з підтримкою французькою окупаційною владою рейнських сепаратистів. Нота була залишена французами без відповіді.
2 листопада в м Аахен сепаратисти, за підтримки 1000 військовослужбовців «Охоронних Військ Рейнської області» («Рейнланд-Шуцтруппен»), знову захопили ратушу. Однак намагаючись уникнути кровопролиття бельгійський Верховний комісар барон Едуар Ролен-Жекемен, всупереч очікуванням, зажадав негайного відсторонення сепаратистського уряду від влади і негайного виведення сепаратистських «охоронних військ» з міста. Аахенські збори міських депутатів принесли клятву вірності Веймарській республіці.
Це стало переломним моментом в рейнському сепаратистському русі. Франція, втративши союзника перестала продовжувати підтримку сепаратистів, а ці в свою чергу відмовлялись від своїх подальших збройних виступів. Під натиском США та Англії французький уряд підписав союзницьку контрольну комісію стосовно фабрик та шахт Рура та остаточно припинив експансію на ці землі. Зрештою, всі плани відділення Рейнської області від Німеччини розбилися об стійкий опір німецьких добровольців, які розгромили сили сепаратистів, незважаючи на те, що французи та бельгійці протримали свої війська в Рейнській області ще кілька місяців.